# يوم للستات (فلم)
يوم للستات، هو فيلم درامي-مصري، من إخراج كاملة أبو ذكري وتأليف هناء عطية. الفيلم من بطولة إلهام شاهين وفاروق الفيشاوي ومحمود حميدة وهالة صدقي. عُرٍضَ الفيلم لأول مرة بتاريخ 16 أكتوبر 2016 في مهرجان لندن السينمائي.
يعد الفيلم رقم 100 في مسيرة الفنانة إلهام شاهين. وهو التعاون الثاني بين إلهام شاهين والكاتبة هناء عطية بعد فيلم «خلطة فوزية». وهو أيضاً ثاني تعاون سينمائي على التوالي بين إلهام شاهين والمخرجة كاملة أبو ذكري بعد فيلم «واحد/صفر». وإستغرق العمل على الفيلم قرابة 6 سنوات.

## ملخص القصة
يصبح خبر افتتاح حمام سباحة جديد بالقرب من إحدى المناطق الشعبية حديث الجميع، خاصة مع تخصيصه يوم الأحد للسيدات فقط، وهو ما يؤدي إلى جمع العديد من السيدات المنحدرات من خلفيات اجتماعية مختلفة، حيث تحلم عزة منذ زمن بارتداء ملابس السباحة، وتجد شامية من يستمع إليها حين تتحدث عن حياتها الخاصة، وتحاول ليلى تجاوز حزنها على ابنها الراحل.

## طاقم التمثيل
- إلهام شاهين «شامية»
- فاروق الفيشاوي «فرغلي»
- محمود حميدة «أحمد»
- هالة صدقي «مارجريت»
- نيللي كريم «ليلى»
- ناهد السباعي «عزة»
- أحمد الفيشاوي «علي»
- إياد نصار «بهجت»
- أحمد داود «إبراهيم»
- رجاء حسين «والدة أحمد»
- شيماء سيف
- سليم سليمان

## الإنتاج
انسحب جهاز السينما من إنتاج الفيلم بعد أن كان مشتركًا مع الفنانة إلهام شاهين في الإنتاج.

## حذف دور
ذكرت المخرجة كاملة أبو ذكري أن سبب حذف الدور الذي أدته الفنانة سماح أنور من النسخة النهائية للفيلم إن الدور كان يتطلب منها قص شعرها بالكامل، وبعد توقف تصوير الفيلم لفترة وعند العودة مرة أخرى كان شعر سماح أنور أصبح طويلًا ولم تستطع قصه مرة أخرى، وقد ارتدت سماح وقتها باروكة ولم تكن جيدة ويسهل على أي شخص من الجمهور اكتشافها ولذلك اختارت حذف الدور، وقد وضحت أنها كانت تظهر بدقيقتين فقط هو مساحة الشخصية بالكامل. وكانت سماح أنور قبل حذف مشاهدها تؤدي دور سيدة متشردة تدعى أسمهان.

## الصدور
عُرٍضَ الفيلم لأول مرة بتاريخ 6 أكتوبر 2016 في مهرجان لندن السينمائي. ثم عرض بعدها بتاريخ 17 نوفمبر 2016 في مهرجان القاهرة السينمائي الدولي، وبتاريخ 10 ديسمبر 2016 عرض الفيلم في مهرجان دبي السينمائي الدولي.

## روابط خارجية
- مقالات تستعمل روابط فنية بلا صلة مع ويكي بيانات